# المجلس الأعلى للدولة (هولندا)
المجلس الأعلى للدولة (بالهولندية: Hoge Colleges van Staat) هو مجلس سياسي يجمعُ مجموعة مجالس أخرى حسبَ ما هو موجود في دستور هولندا. هناك خمسة مجالس للدولة الهولندية: مجلس الشيوخ، النواب، مجلس الدولة، محكمة التدقيق ثم المجلس الوطني.